# Kim Do-kyoum
Kim Do-kyoum (in hangŭl: 김도겸; Seul, 15 marzo 1993) è un pattinatore di short track sudcoreano.

## Carriera
Ha vinto la medaglia d'oro ai campionati mondiali di Montréal 2018 nella staffetta 5000 metri.

## Palmarès
- Mondiali

Montréal 2018: oro nella staffetta 5000 m